# 尼古拉·貝洛莫
尼古拉·貝洛莫（義大利語：Nicola Bellomo；1991年2月18日—）是一位意大利足球運動員。在場上的位置是攻擊型中場。他現在效力於意大利足球甲級聯賽球隊切沃足球俱樂部。